# Josephine Hull
Josephine Hull (3. siječnja 1886. – 12. ožujka 1957.), američka kazališna, filmska i televizijska glumica, dobitnica Oscara za najbolju sporednu glumicu (1950. godine). 

## Životopis
Rođena kao Josephine Sherwood, Hull je počela nastupati u kazalištu 1905. godine. Nekoliko godina kasnije, udala se za glumca Shellyja Hulla, no 1919. je on umro, nakon 9 godina braka. Josephine se povukla sa scene, da bi se vratila par godina poslije pod imenom Josephine Hull. Tijekom 1920-ih i 1930-ih razvijala je uspješnu kazališnu karijeru, postavši jedna od najznamenitijih brodvejskih glumica.
Josephine Hull je tijekom karijere snimila samo šest filmova, prvi 1929., a posljednji 1951. godine. Za komediju Harvey iz 1950., u kojoj joj je partner bio James Stewart, a koja je nastala prema istoimenoj kazališnoj predstavi, nagrađena je Oscarom za najbolju sporednu glumicu.
Hull je nastupila u još nekoliko televizijskih serija, prije smrti 1957. godine.

## Vanjske poveznice
- Josephine Hull u internetskoj bazi filmova IMDb-u (engl.)